# ボディ・ジャック
『ボディ・ジャック』は、日本のコピーライター光岡史朗の処女作でもある小説。「幸福の科学ユートピア文学賞」2005年第一回受賞作品。2006年5月に単行本による発刊。2008年10月に倉谷宣緒監督、高橋和也・柴田光太郎主演で映画化された。光岡の大学時代や広告業界での経験を十二分に活用して書かれた作品である。

## あらすじ
元学生運動家、中年コピーライターの主人公、澤井テツは、ある日、幕末の侍の霊に取り憑かれてしまう。その霊は、武市半平太と知り、成仏出来ずに悪霊となって人間に取り取り憑いては、殺傷事件を繰り返していた同士、岡田以蔵を成仏させて、あの世に連れ戻す為に主人公の体に憑依したのである。仕方なく協力させられる事になった主人公の家族に襲いかかる悪霊、危機一髪のところで、坂本龍馬が降臨。坂本龍馬の説教に、やがて岡田以蔵は改心して行く。そして幕末の志士たちがあの世に旅立つ日、坂本龍馬から「ペンでも革命が起こせるぜよ」と主人公を励ます。

## 登場人物
（注：小説での名前記載はカタカナだが、映画ではフルネームの漢字名にしている。）
テツ（澤井テツ）
元学生運動をしていた、中堅の広告代理店に勤める40才台のコピーライター。仕事はできるが飲んべー、バランタインが好物。ある日、幕末の時代の武士の霊に付き纏われているのに気づく。やがて自身の体をその霊に乗っ取られ掛かっている。その霊は、また別の霊を探し追いかけていた。明治維新時の資料を読み込んでいたテツは、自身の体に憑依したのは「土佐勤王党」の武市半平太の霊だと理解した。
レーコ（澤井玲子）
澤井テツの妻。
ナナ（澤井ナナ）
テツとレーコの一人娘で、女子中学生。映画版では、しっかり者で気が強く、歴史の偉人である坂本龍馬を知っている。レーコが相談していたロリコンの若い男性にストーカーされる。
ジョーチン
澤井テツの会社の直属の部下・アシスタント兼コピーライター。メガネがトレードマークの文学(元)少女。美人で、初々しい良い育ったので「お嬢さん」から「ジョーチン」へと変化して呼ばれている。酒に酔った勢いで狐憑きでテツを誘惑。
映画版では、フクダに振られた愛憎から目をつけた岡田以蔵に憑依されてしまい、カッターナイフで、澤井一家を押しかける。
ハルコ（春子）
澤井玲子の姉。学生運動中、亡くなったしまう。
フクダ（福田修二）
澤井テツの会社で他のグループの後輩。美大出のエリート。
サカシタ
澤井テツの会社で他のグループのリーダー。
武市半平太
四国土佐藩に実在する武士。死後に霊となって、100年で地獄に落ち、現代に30年以上の間は彷徨い、自分と似た澤井テツの体を気に入り、憑依する。地獄を抜け出しこの世にて悪事を重ねる以蔵を探している。以蔵霊を説得し、反省させ、救済しようとする。別名は武市瑞山（ズイサン）。
岡田以蔵
四国土佐藩の実在する武士だったが、自身の怒りと憎しみで死後に地獄に落ちる。しかし地獄を抜け出し、現代のこの世の人間に取り憑き悪事をしていた。
坂本龍馬
歴史上の実在する英傑の風雲児。岡田以蔵霊と武市半平太霊が対峙する時に霊として現れ、以蔵霊を説得し光の世界へと導く。
武市富子
半平太の妻。
ナツキ
テツの行きつけの店、飲み屋-バーのママ。
マサキ
澤井テツの学生時代の同志。政治闘争の最中に死んでいる。
ヨシオカ（吉岡一郎）
澤井テツの学生時代の同志。政治闘争の時、怪我したテツを救う。

## 書誌情報
- 光岡史朗 著『ボディ・ジャック』幸福の科学出版[1]、2006年5月27日発行、ISBN 978-4-87688-550-3、全国書誌番号:21031305

表紙装丁画：近藤通洋

## 映画
映画『ボディ・ジャック』は、ベンテンエンタテインメントを中心とする「『ボディ・ジャック』製作委員会」製作の日本の映画。2008年10月25日公開。光岡史朗による同名の処女小説を原作に、藤岡美暢が脚本化、倉谷宣緒が監督。
おやじ日本、おやじ東京推薦。
同年8月19日の日刊スポーツ紙に「田宮二郎長男の柴田光太郎が映画初出演」のタイトルで報道された。
同年10月19日に、ニッポン放送・イマジンスタジオ（有楽町）で「完成披露試写会」が行われ、倉谷宣緒監督と主演の高橋和也、柴田光太郎ら8人が舞台あいさつで登壇した。
東京大田区にある、映画館「キネカ大森」で2008年10月25日に初上映のあと、約1年間全国の映画館37館でリレー上映が続き、DVDメディアが発売された後でも上映は続いた。
2008年10月25日、映画公開初日キネカ大森にて舞台あいさつが行われた。主役を演じる高橋和也、武市半平太役の柴田光太郎、星ようこ、笠兼三、監督の倉谷宣緒らが登壇し映画のエピソードなどを披露した。
同年11月7日にも再度舞台あいさつが行われた。上記の他松岡茉優、笠兼三、関谷理香も参加した。

### キャスト
- 高橋和也：澤井テツ
- 柴田光太郎：武市半平太
- 安藤希：ジョーチン
- 星ようこ：澤井玲子
- 松岡茉優：澤井奈々 - 映画オリジナルキャスト、澤井テツと玲子の娘役
- 重泉充香：春子
- 小林且弥：福田修二
- 浜田学：岡田以蔵
- 笠兼三：坂本龍馬
- 関谷理香 ：武市富子（半平太の妻）
- 美保純：ナツキ（バーのママ）
- 内浦純一：南野拓郎
- 吉満涼太：吉岡一郎
- 坂本長利：乞食
- TOKMA：新垣（学生運動リーダー）

### スタッフ
- 企画・製作：佐々木秀夫
- 監督・エグゼクティブプロデューサー：倉谷宣緒
- 原作：光岡史朗
- 脚本：藤岡美暢
- 監督補：小沼雄一
- 撮影監督：早坂伸 (J.S.C.)、ふじもと光明
- 録音：星照光
- 美術：鈴木伸二郎
- 編集：後藤師也
- ヘアメイク・衣装：山崎恵子
- 特殊メイク：梅沢壮一
- アクション監督：園村健介
- スチール：渡辺茂
- 音楽監督：水澤有一
- 音楽：田畑直之
- エンディングテーマ・挿入歌：TOKMA（トクマ）
- 企画・製作：アリックスジャパン、ベンテンエンタテインメント
- 製作プロダクション：べんてんムービー
- 配給・宣伝：太秦株式会社

### 関連商品
- 『ボディ・ジャック オリジナル・サウンドトラック』CD
レーベル：ベンテンエンタテインメント
販売：PLUS MAGIC
型番：PMRC-006
収録時間：52 分
発売日：2008年11月26日
EAN 4580284852077 JAN 4580284852077

- 『LOVE』マキシシングルCD
映画イメージソング
収録曲： 1. LOVE、 2. さらば!ボディ・ジャック、 3. Sun Child
歌：TOKMA
レーベル: ブロー・ウィンド・レコード
収録時間: 19 分
発売日：2009年3月25日
EAN 4988001033707 JAN 4988001033707

## 映像ソフト化
- DVD『ボディ・ジャック』
形式：Color, Dolby, Widescreen
販売元：ベンテンエンタテインメント
時間： 93 分
型番：BADS-20019
発売日：2009年10月16日
EAN 4546235200199 JAN 4546235200199 ASIN B002I13HLI
DVD レンタル用
型番：BADR-10019
EAN 4546235100192 JAN 4546235100192 ASIN B07Y4RTBMZ
- 2017年1月8日よりAmazon Prime Videoにて配信[12]。
- 2017年4月14日よりNETFLIXにて配信。
- 2018年5月9日 YouTube ムービーにて配信[13]。